# Luisa Larraga Cacho
María Luisa Larraga Cacho, (Saragossa, 10 de desembre de 1970) és una atleta aragonesa especialitzada en curses de fons i mig fons. Va ser internacional amb l'equipi nacional espanyol 31 vegades des de l'any 1996 fins al 2006. Té els rècords d'atletisme d'Aragó en 3.000, 5.000, 10.000 metres llisos, mitja marató i marató. Els seus equipis van ser CN Helios (1988-1992), New Balance AC (1994-1996), Adidas RT (1997-2003), Puma Chapín de Jerez (2004), At. Olímpo (2005-2008) i Scorpio-71 des del 2009. Entre les seves classificacions destaquen la victòria a la marató de València i la medalla de bronze per equipis en el Campionat del Món de Mitja Marató en la seva edició de 1998 amb l'equip d'Espanya.